# Memorama (canción)
«Memorama» es una canción proveniente del segundo álbum de estudio del mismo nombre, de la banda mexicana de pop punk, Allison, de esta canción proviene su segundo video y el sencillo del mismo disco.

## Lista de canciones

### Sencillo - CD[3]
| Memorama — Single |            |          |  |
| N.º               | Título     | Duración |  |
| 1.                | «Memorama» | 3:08     |  |

## Créditos
- Erick Canales - Voz , Guitarra
- Abraham Isael Jarquín Guitarra
- Manuel Ávila "Manolín" Bajo, Coros
- Diego García Stommel - Batería

## Posicionamiento en listas
| Lista (2007)            | Puesto |
| ----------------------- | ------ |
| México (Los 40)         | 22     |
| Paraguay (Radio Latina) | 78     |